# Brixey-aux-Chanoines
Brixey-aux-Chanoines é uma comuna francesa na região administrativa de Grande Leste, no departamento de Meuse. Estende-se por uma área de 7,62 km². Em 2010 a comuna tinha 86 habitantes (densidade: 11,3 hab./km²).